# Merlien Welzijn
Merlien Welzijn (Paramaribo, 20 december 1973) is een Nederlands politica namens NSC. Sinds 6 december 2023 is ze lid van de Tweede Kamer der Staten-Generaal. 
In 2023 stond ze op plaats 10 van de NSC-kandidatenlijst voor de Tweede Kamerverkiezingen.

## Opleiding
Welzijn heeft het atheneum gevolgd aan de Christelijke Scholengemeenschap Comenius te Leeuwarden. Van 1994 tot 2000 heeft zij de studie Engelse taal- en letterkunde gevolgd aan de Universiteit Leiden. 
Diederik Boomsma · Faith Bruyning · Olger van Dijk · Annemarie Heite · Harm Holman · Folkert Idsinga · Daniëlle Jansen · Agnes Joseph · Isa Kahraman · Willem Koops · Ria de Korte · Bram Kouwenhoven · Wytske Postma · Ilse Saris · Jesse Six Dijkstra · Aant Jelle Soepboer · Nicolien van Vroonhoven · Sander van Waveren · Merlien Welzijn · Natascha Wingelaar
- Parlement.com: vm6ufgvdayxh